# Квінт Гедій Руф Лолліан Гентіан
Квінт Гедій Руф Лолліан Гентіан (*Quintus Hedius Rufus Lollianus Gentianus, д/н — після 202) — державний та військовий діяч Римської імперії.

## Життєпис
Походив з патриціанського роду Гедіїв із Полленції (Цізальпійська Галлія). Син Луція Гедія Руфа Лолліана Авіта, консула 144 року, та Теренції Гентіана. На честь матері додав до свого прізвища ім'я Гентіана. Розпочав службу як військовий трибун VII легіону Близнюків у провінції Британія. У подальшому обіймав посади монетарія, квестора та претора.
У 184 році призначається командувачем (легатом) XXII легіону Фортуни Першонародженої в Могунтіаку (провінція Верхня Германія). На цій посаді вміло відбивав атаку германських племен на Рейнському кордоні. В цей період затоваришував з майбутнім імператором Септимієм Севером. У 186 році стає консулом-суфектом (разом з Луцієм Новієм Руфом). Після цього призначається куратором державних будівель міст Путеоли та Веллетрі.
З 189 до 192 року як імператорський легат-пропретор керував провінцією Ближня Іспанія. У 194–197 роках був комітом Септимія Севера, 194 року бився проти Песценнія Нігера, брав участь 195 та 197 роках у поході проти Парфії. У 197 році відзначився у війні проти Клодія Альбіна.
У 197–198 роках був цензором провінції Галлія Лугдунська, у 198–199 роках — цензором провінції Ближня Іспанія. У 201–202 роках як проконсул керував провінцією Азія. Про подальшу долю немає відомостей.

## Родина
- Квінт Гедій Лолліан Плавцій Авіт, консул 209 року
- Гедій Лолліан Теренцій Гентіан, консул 211 року
- Гедія Теренція Флавола, велика весталка
- Гедія, дружина Луція Егнація Віктора, консула-суффекта 207 року
- Гедій Лолліан